# Undefeated
Undefeated é um documentário norte-americano de 2011.

## Sinopse
Bill Courtney é treinador voluntário da equipe de futebol americano de uma escola de ensino secundário da periferia da cidade de Memphis, Tennessee. Apesar da carência de recursos e dos problemas sociais e disciplinares do elenco, ele insiste em tornar competitivo o então pior time escolar do estado, mantendo também os jovens, muitos em situação de risco, longe do crime.

## Prêmios
Preterido no Festival de Sundance, foi lançado no South by Southwest em 3 de março de 2011. Foi o premiado como melhor documentário de longa metragem no Oscar 2012.